# James Rohleder
James Rohleder (* 7. April 1955 in Bremerhaven) ist ein ehemaliger deutscher Judoka, der 1979 Europameisterschaftszweiter war.

## Sportliche Karriere
Der 1,70 m große James Rohleder kämpfte im Halbleichtgewicht, der Gewichtsklasse bis 65 Kilogramm. Der Judoka vom VfL Wolfsburg unterlag 1978 bei den Europameisterschaften in Helsinki im Viertelfinale dem Franzosen Guy Delvingt. Im Jahr darauf gewann er im Halbfinale der Europameisterschaften in Brüssel gegen den Polen Janusz Pawłowski, im Finale unterlag er Nikolai Soloduchin aus der Sowjetunion und erhielt die Silbermedaille.
Von 1980 bis 1983 gewann Rohleder vier Deutsche Meistertitel im Halbleichtgewicht. Bei den Weltmeisterschaften 1983 in Moskau verlor er im Viertelfinale gegen Janusz Pawłowski. Ein halbes Jahr später unterlag er im Viertelfinale der Europameisterschaften 1984 in Lüttich dem Italiener Sandro Rosati, nach einer Niederlage in der Hoffnungsrunde gegen den Briten Stephen Gawthorpe belegte Rohleder den siebten Platz. Bei den Olympischen Spielen 1984 in Los Angeles bezwang Rohleder in seinem Auftaktkampf den Chinesen Wang Shengli mit einer kleinen Wertung (Koka). In seinem zweiten Kampf schied er gegen den Brasilianer Sergio Sano ebenfalls mit einer Koka-Wertung aus.